# Numérotation des immeubles de Paris

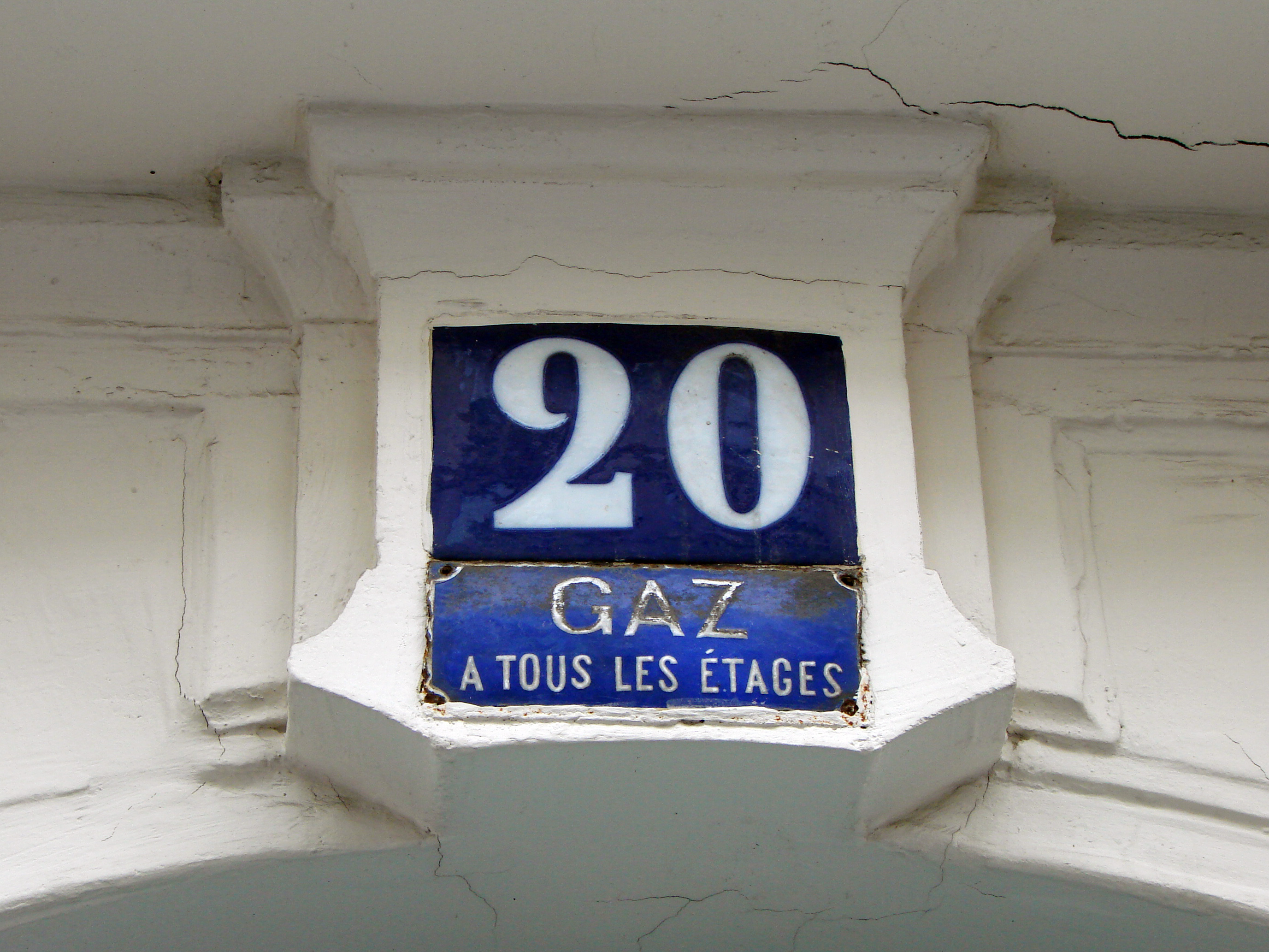
Les plaques classiques de numéro d'immeuble sont souvent en faïence ou en tôle émaillée bleu et blanc.

La numérotation des immeubles de Paris date de 1507 mais ne se généralise qu'à la fin du XVIIIe siècle. La numérotation actuelle date du décret du 4 février 1805.

## Premiers essais
Bien qu'on fasse souvent apparaître la numérotation des maisons de Paris avec la construction du pont Notre-Dame, en 1507, et la numérotation des soixante-huit maisons qui y sont édifiées, celle-ci semble n'être que provisoire puisque ces maisons ne sont bientôt plus identifiées que par leurs enseignes. Sans doute s'agit-il alors d'un inventaire établi par la ville sur des maisons qu'elle possède.
La numérotation des maisons de Paris débute plutôt avec la déclaration du 28 septembre 1728 qui, autorisant les tanneurs à construire des maisons sur les bords de la Bièvre, ordonne leur numérotation, et surtout avec la déclaration du 29 janvier 1729 qui a pour but d'éviter la prolifération des maisons dites « à porte cochère », c'est-à-dire des logements, hors des enceintes de la ville. Elle prescrit qu'un numéro doit être porté sur un pied-droit des portes, lequel numéro est enregistré pour contrôle afin de lutter contre les constructions illégales. Un essai est tenté en 1765 dans les rues récemment ouvertes autour de la nouvelle Halle au blé (actuelle Bourse de commerce de Paris), mais en l'absence de textes administratifs, on en ignore le but. La numérotation des maisons dans les villes abritant des troupes, en 1768, ne concerne pas Paris, qui dispose de casernes.

## Le premier numérotage

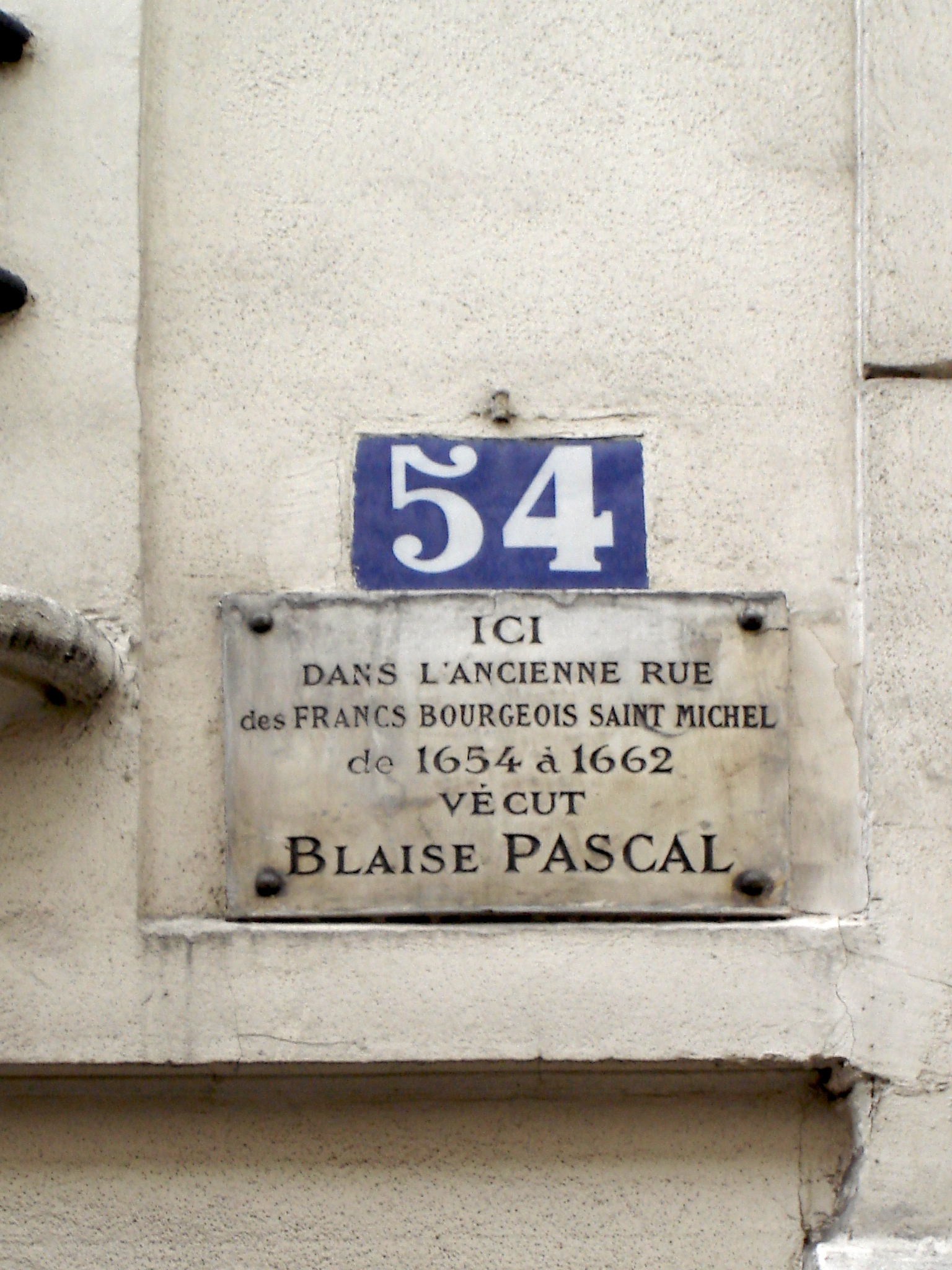
Le 54, rue Monsieur-le-Prince, où vécut Blaise Pascal.

L'agrandissement de la ville et l'accroissement de sa population finissent par rendre indispensable l'identification des immeubles. C'est Marin Kreenfelt de Storcks, chargé d'affaires de l'Électeur de Cologne et éditeur de L'Almanach de Paris qui établit en 1779 un projet de numérotation (dit, bien à tort, « numérotage royal »), approuvé en sous-main par le lieutenant général de police. Jusqu'en 1789, il fait poser à ses frais des numéros sur les maisons, et ce malgré l'opposition de propriétaires souvent méfiants. Les uns voyant dans ce recensement l'annonce de taxes nouvelles, et les personnages importants supportant mal que leurs nobles demeures s'inscrivent dans une numérotation continue qui les placerait sur un pied d'égalité avec les masures du peuple. Cette numérotation est continue sur un côté de la rue et se poursuit sur le côté opposé, sans notion de côté pair et impair, le premier numéro faisant donc face au dernier, et l'on numérote les portes, et non les maisons.

## Révolution
Une nouvelle numérotation (dit numérotage révolutionnaire ou numérotage sectionnaire) fut instituée par le décret du 23 novembre-1er décembre 1790. Il avait pour but un recensement des citoyens soumis à l'impôt et non la commodité de l'orientation, ce qui explique sans doute son incohérence. Chacune des quarante-huit sections décidant de sa mise en œuvre, le résultat fut catastrophique : on pouvait trouver le même numéro plusieurs fois dans une rue, les changements de sections créaient des ruptures dans la série, certaines numérotations étaient continues de rue en rue à l'intérieur d'une même section. La minuscule rue de l'Échelle comportait ainsi un numéro 5650.

## Numérotation actuelle

### Principe
C'est le décret du 4 février 1805 qui définit le système actuel :
« Article 2. Ce numérotage sera établi par une même suite de numéros pour la même rue, lors même qu'elle dépendrait de plusieurs arrondissements communaux, et par un seul numéro qui sera placé sur la porte principale de l'habitation.

Article 4. La série des numéros sera formée des nombres pairs pour le côté droit de la rue, et des nombres impairs pour le côté gauche.
Article 5. Le côté droit sera déterminé, dans les rues perpendiculaires ou obliques au cours de la Seine, par la droite du passant se dirigeant vers la rivière, et dans le sens du cours de la rivière.
(...)
Article 7. Le premier numéro de la série, soit pair, soit impair, commencera, dans les rues perpendiculaires ou obliques, au cours de la Seine, à l'entrée de la rue prise au point le plus rapproché de la rivière, et, dans les rues parallèles, à l'entrée prise en remontant le cours de la rivière; de manière que, dans les premières, les nombres croissent en s'éloignant de la rivière, et dans les secondes, en la descendant. »
La disposition des numéros est donc déterminée par la situation de la rue relativement à la Seine :
- d'une part les rues sont parallèles, perpendiculaires ou obliques à la rivière. Dans les rues parallèles, les numéros de la série commencent à l'entrée de la rue en amont de la Seine et croissent dans le sens de son cours. Dans les rues perpendiculaires et les rues obliques, le premier numéro de la série commence à l'entrée de la rue du côté le plus proche de la Seine. L'article 6 précise que dans les îles, le grand canal de la rivière coulant au nord détermine la position des rues ;
- d'autre part, les numéros pairs sont placés à la droite et les numéros impairs à la gauche du passant regardant dans la direction des numéros croissants.

Dans les rues bordées en partie de propriétés non bâties, ou de maisons d'une grande étendue et susceptibles d'être divisées, on a réservé des numéros à raison de 1 pour chaque longueur de 15 mètres qui, en moyenne, est celle de la façade d'une maison à Paris.
Cette nouvelle numérotation fut rapidement effectuée durant l'été 1805. Ses principes sont toujours valables aujourd'hui.

### Exceptions
Les rues de Tilsitt et de Presbourg, qui sont circulaires, ont leur système propre, de même que les quais.
Le passage d'Enfer a une numérotation continue, non alternée paire/impaire.
Outre ces cas, le principe de la croissance des numéros dans le sens du cours de la Seine n’est pas respecté [pourquoi ?] par certaines rues du 12e arrondissement, telles que l'avenue Daumesnil et les rues de Charenton, de Reuilly, de Wattignies et de Picpus, où les numéros croissent dans le sens inverse.
Enfin, dans le chemin du Parc de Charonne situé dans le 20e arrondissement, les numéros impairs sont situés à droite lorsqu'on regarde dans le sens des numéros croissants, contrairement au principe général. De plus, les numéros croissent en direction de la Seine.  De même, rue Simonet dans le 13e arrondissement, les numéros impairs sont à droite et les numéros pairs à gauche.

## Les plaques

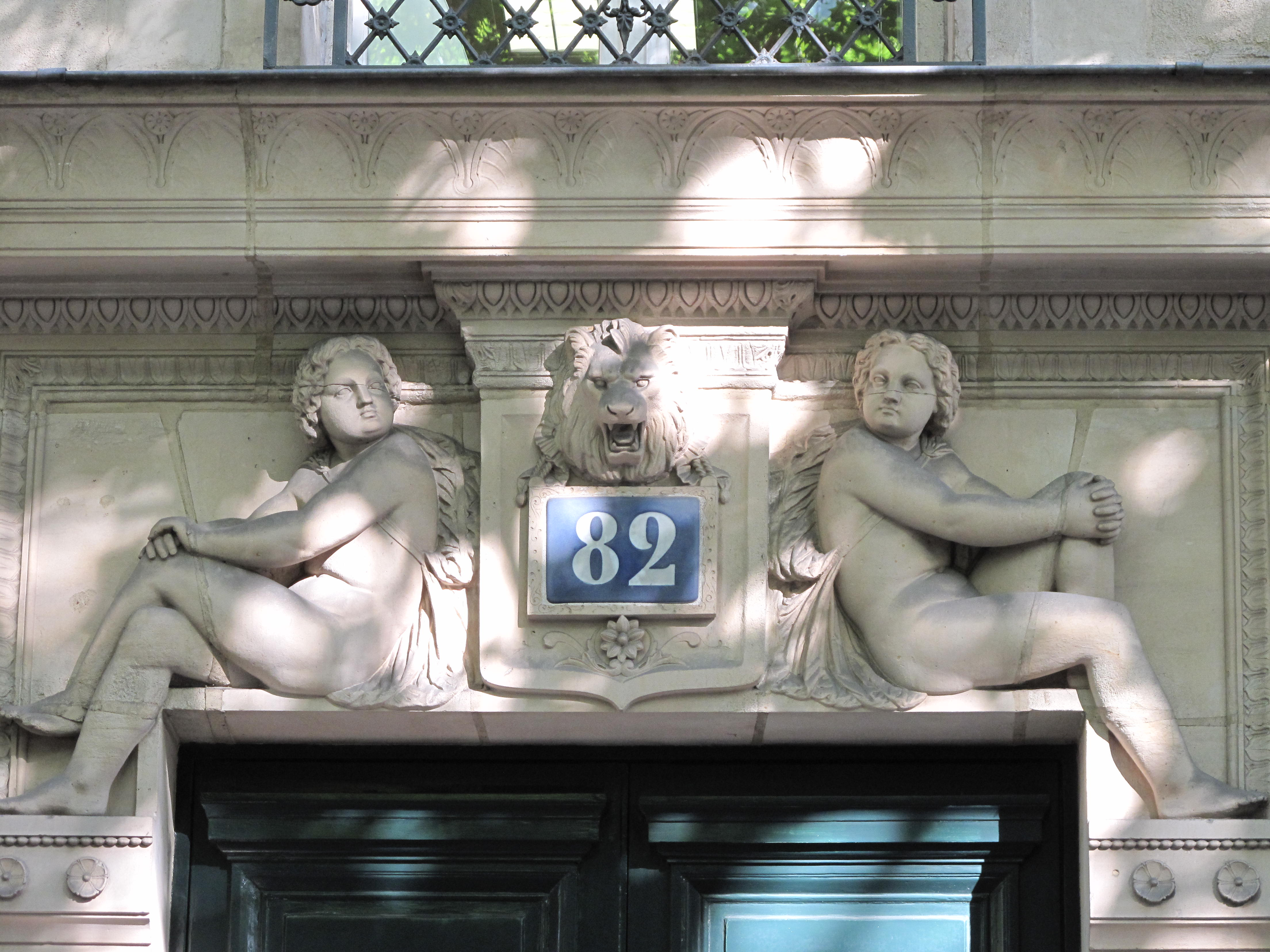
Une plaque sur un immeuble haussmannien.

Le décret du 4 février 1805 sur le numérotage des maisons prescrivait dans son article 8 que : « Dans les rues perpendiculaires ou obliques au cours de la rivière, le numérotage sera exécuté en noir sur un fond d'ocre; dans les rues parallèles il sera en rouge sur le même fond » et l'article 9 précise que : « Le numérotage sera exécuté à l'huile, et, pour la première fois, à la charge de la commune de Paris », tandis que l'article 11, qui met à la charge des propriétaires l'entretien et le remplacement des plaques, les autorise à en faire réaliser avec des matériaux plus durables, comme la tôle émaillée.
Ces plaques peintes, comme celles qui, la même année furent imposées pour les noms de rues, s'abîmèrent rapidement. Les propriétaires les repeignaient parfois en d'autres couleurs plus visibles. Aussi, en application de l'arrêté du préfet de la Seine du 28 juin 1847 qui organisait une opération de renouvellement et de régularisation du numérotage, la ville opta-t-elle pour des plaques en porcelaine émaillée, cette fois établies sur un fond bleu avec chiffres blancs pour s'accorder au code de couleur imposé dans le même temps aux noms des rues. Ce matériau s'avéra assez solide pour que les plaques posées alors remplissent toujours parfaitement leur office. Il lui fut pourtant rapidement préféré, comme pour les plaques de rues, la tôle émaillée. L'arrêté préfectoral du 17 mars 1939 en impose d'ailleurs l'usage en rappelant l'obligation de chiffres blancs sur fond bleu d'azur. L'arrêté municipal du 27 septembre 1982, quant à lui, ajoute au numéro placé sur le chambranle de la porte un second emplacement situé à proximité de la sonnette. Malgré ces dispositions qui furent peu révisées, et qui précisaient la taille, la couleur et les modèles des plaques, la ville fit et fait toujours preuve d'une grande tolérance pour les numérotations originales, du moment qu'elles restent lisibles. La plupart des rues de Paris présentent ainsi de nombreux modèles, du plus luxueux au plus économique et du plus sobre au plus kitsch.
À la fin du Second Empire, les immeubles de la Ville de Paris sont dans l’obligation d’installer des lanternes triangulaires portant le numéro. Elles étaient éclairées au gaz (puis à l’électricité) et protégées par une vitre bleutée. 
Avant la loi Marthe Richard, les maisons closes devaient apposer un  numéro spécifique pour les différencier des autres immeubles. Le numéro dit « gros numéro » était d’une taille plus grande ou d’une esthétique plus élaborée. Il s’ajoutait au numéro officiel. 

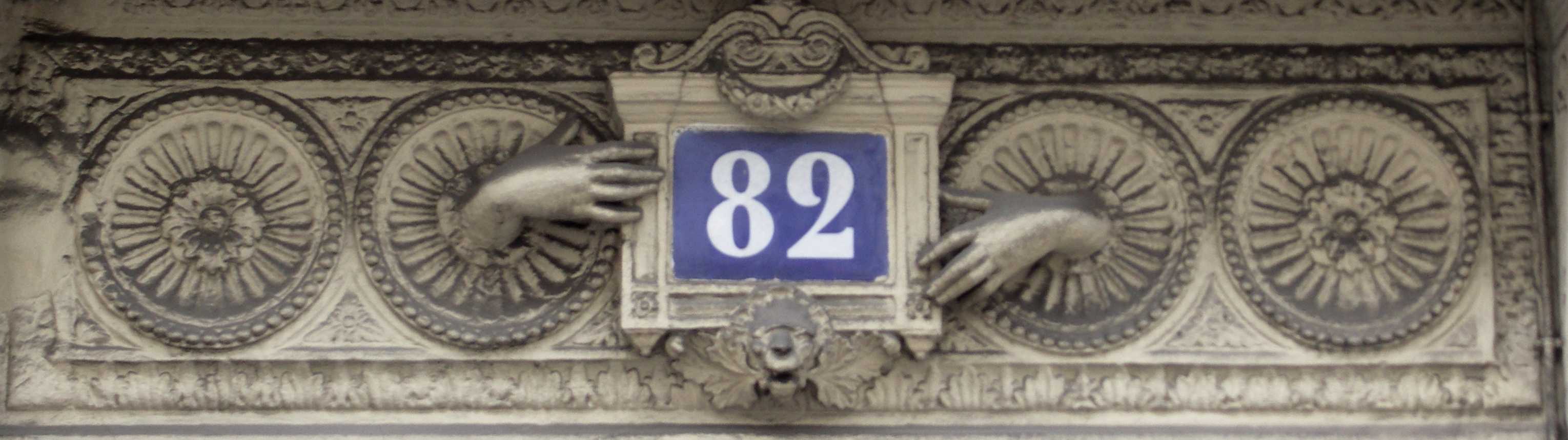
Numéro d'immeuble intégré à la décoration de façade d'un immeuble du milieu du XIXe siècle.

### Galerie

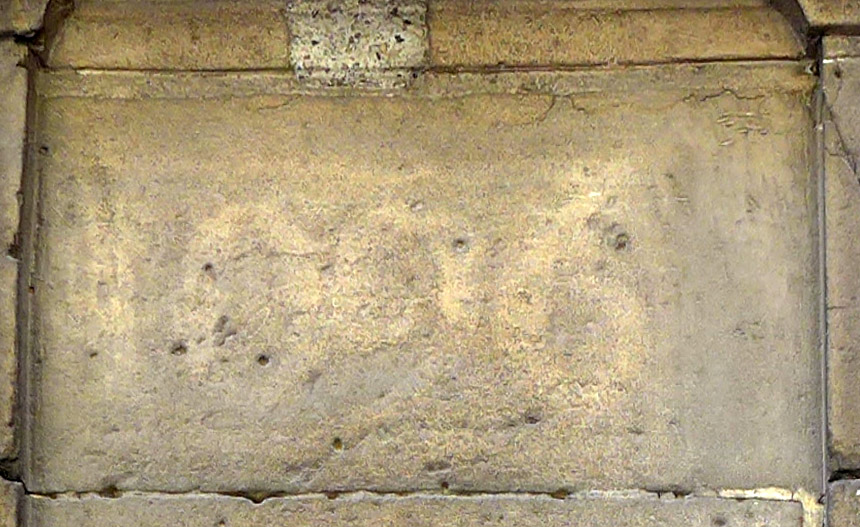
Numéro peint « 1096 », conformément à la réglementation de 1790.
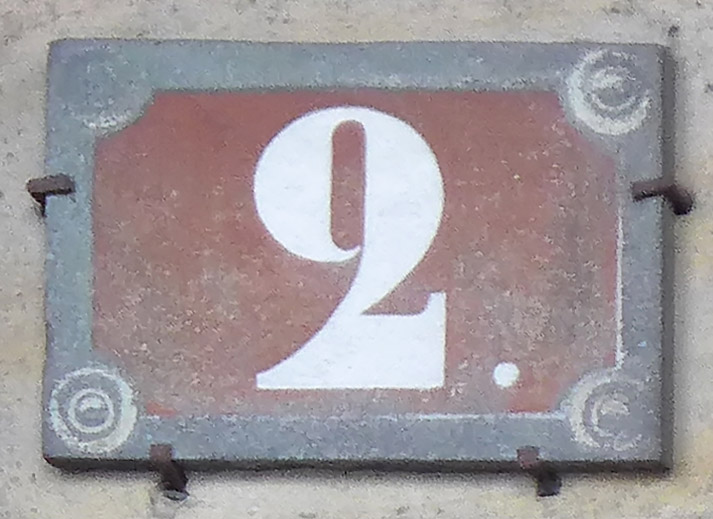
Numéro peint en blanc sur fond rouge, conformément à la réglementation de 1805 pour les rues parallèles à la Seine.
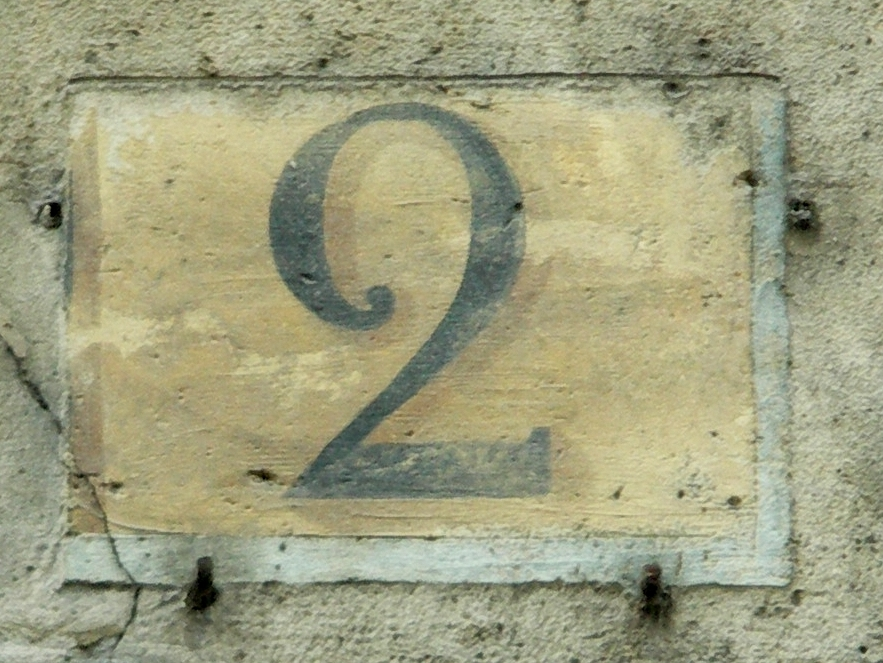
Numéro peint en noir sur fond ocre, conformément à la réglementation de 1805 pour les rues perpendiculaires à la Seine.
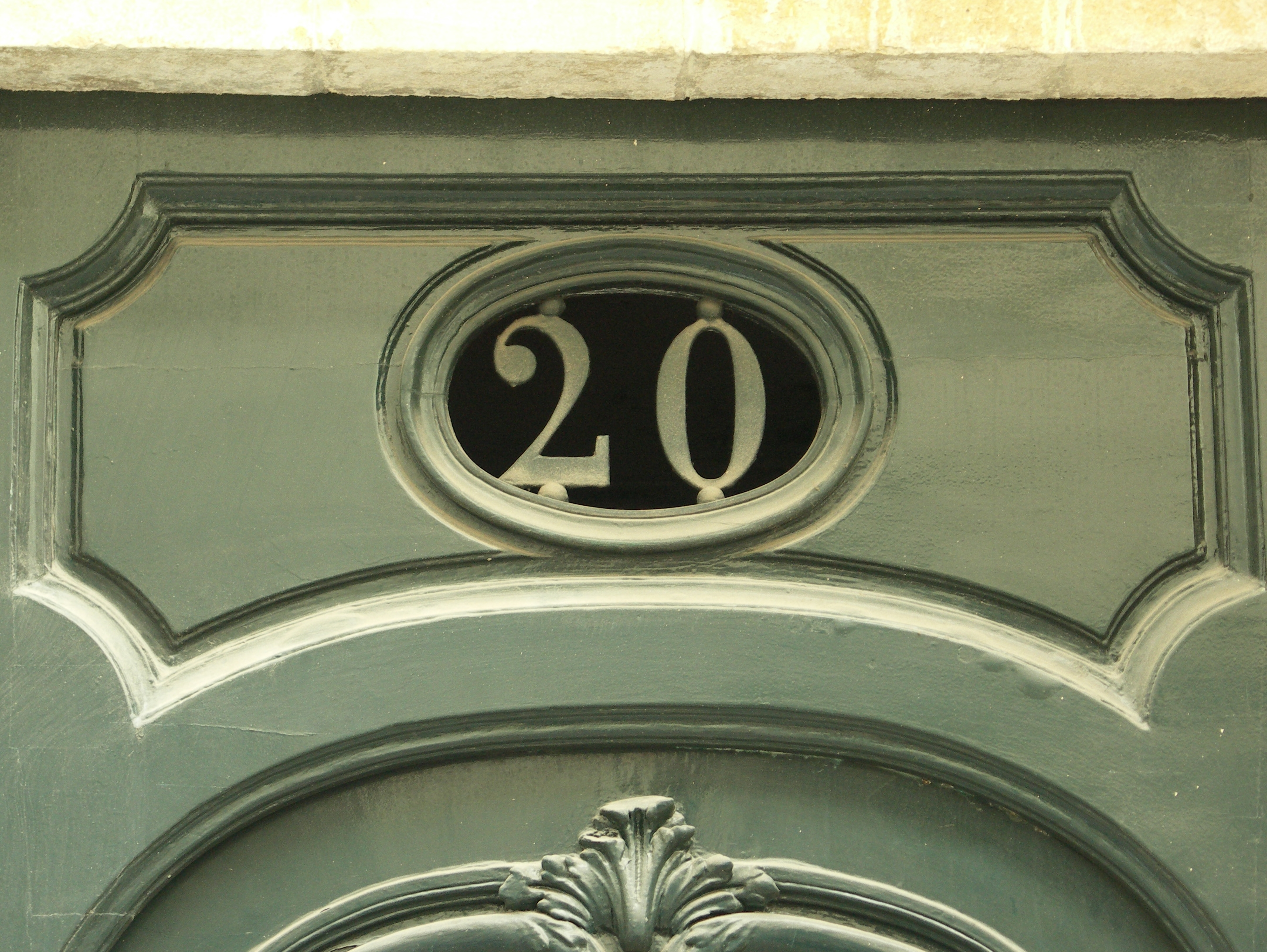
Numéro inclus dans la porte de l'immeuble, fréquent au début du XIXe siècle.
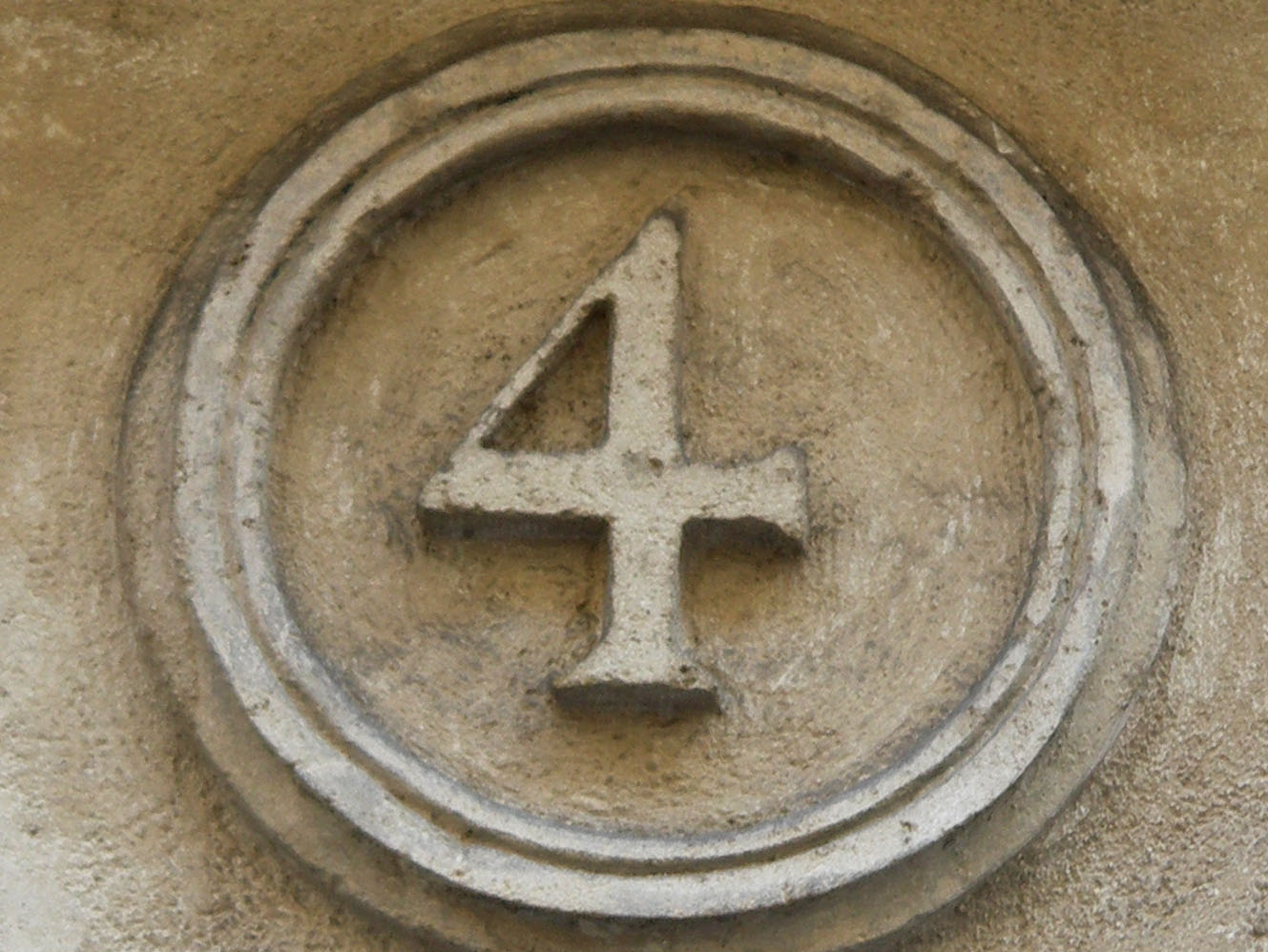
Numéro sculpté sur un immeuble construit vers 1840.
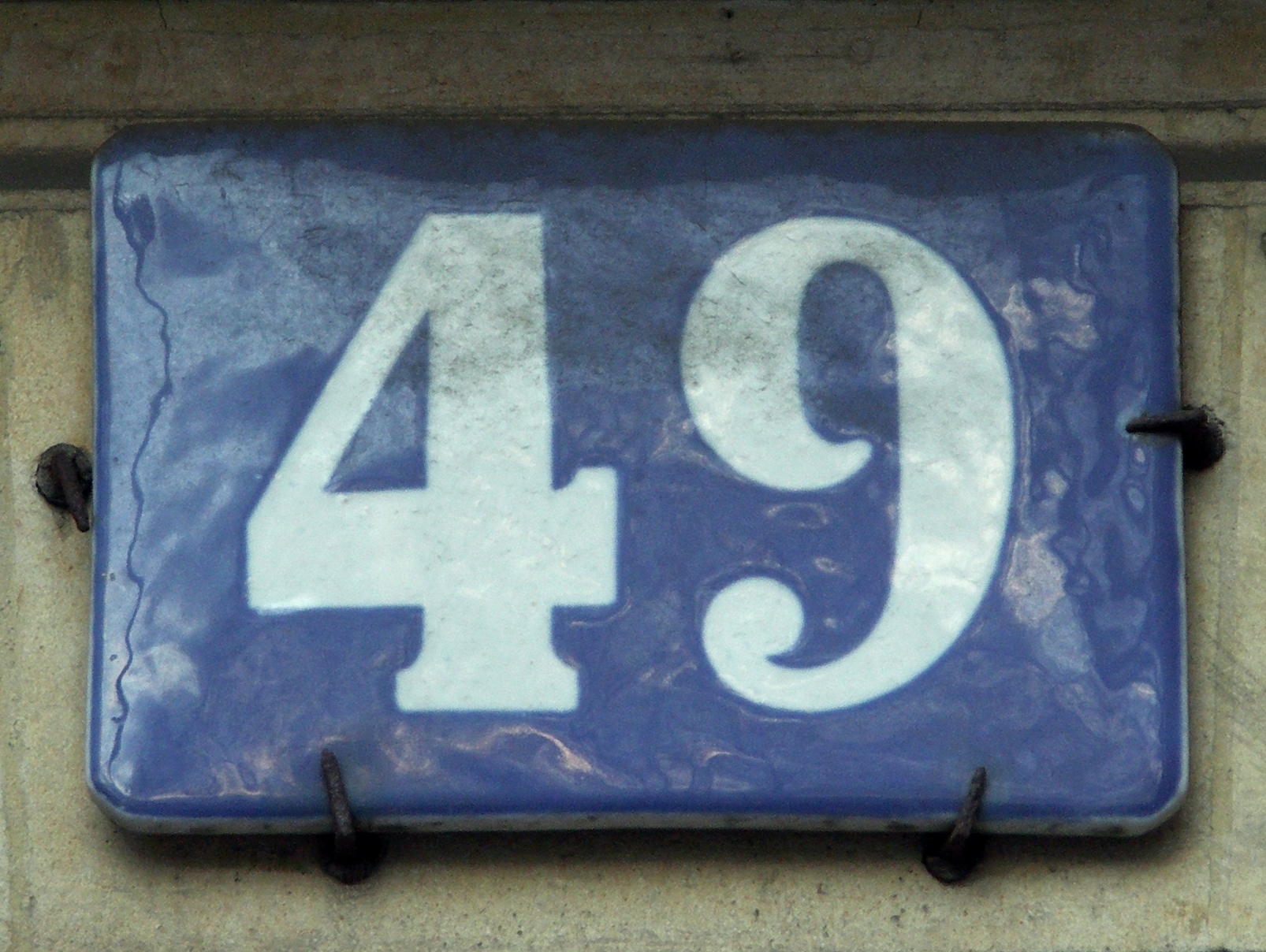
Numéro sur porcelaine émaillée conforme à la réglementation de 1847.
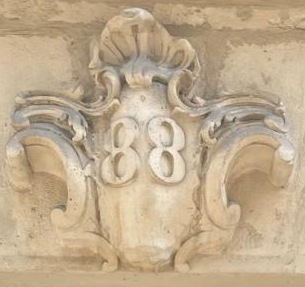
Numéro Second Empire.
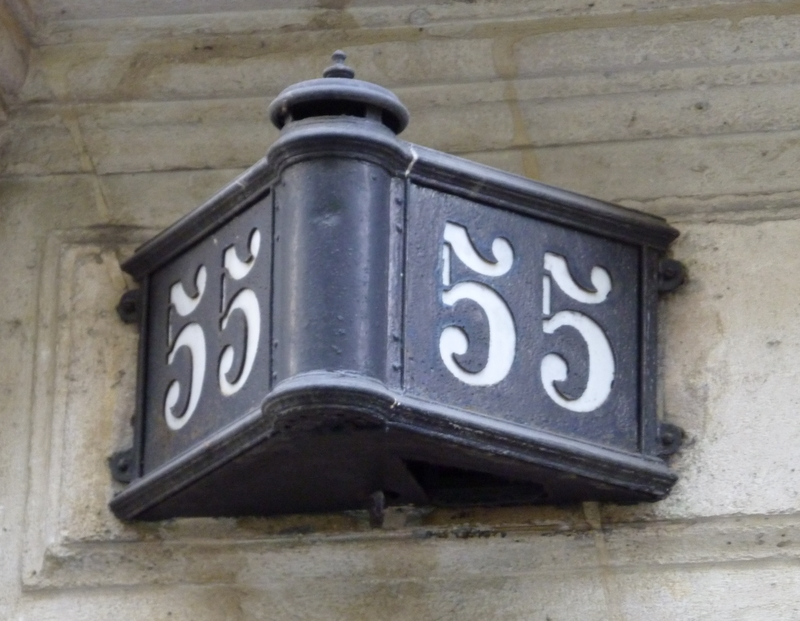
Numéro lumineux. Ce modèle a été utilisé pour des immeubles de la fin du Second Empire.
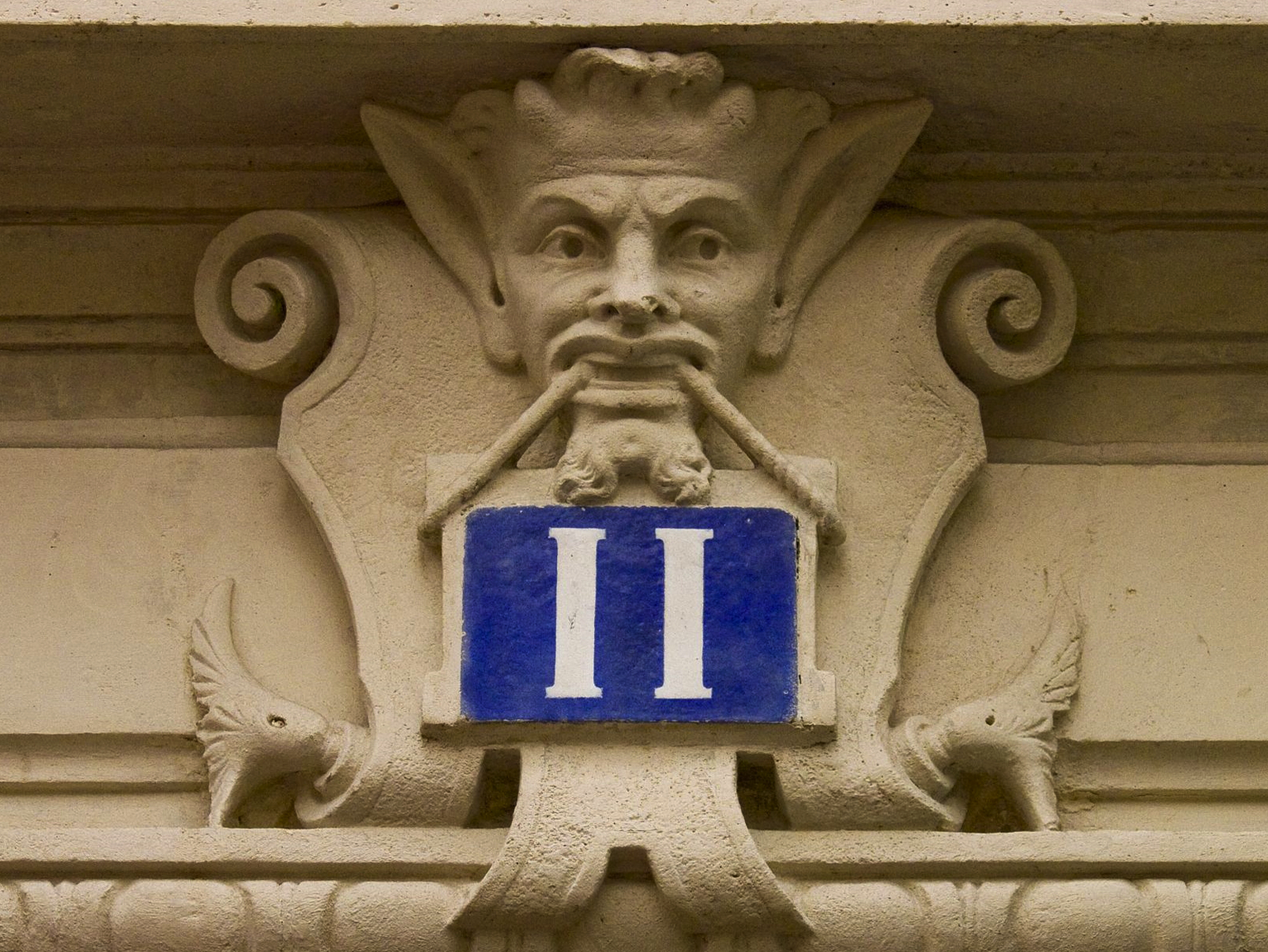
Numéro intégré à la décoration de la façade. Fin du XIXe siècle.
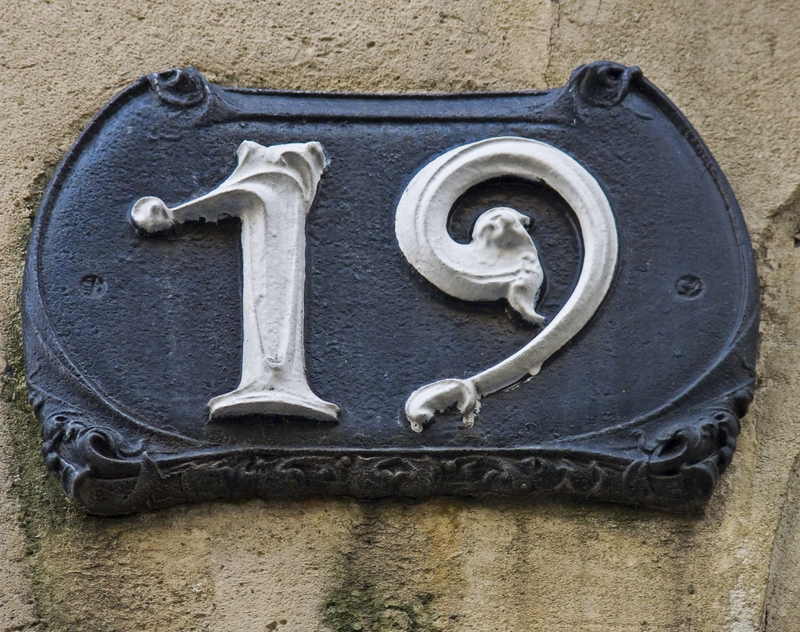
Numéro du « Castel Béranger » d'Hector Guimard (1898).
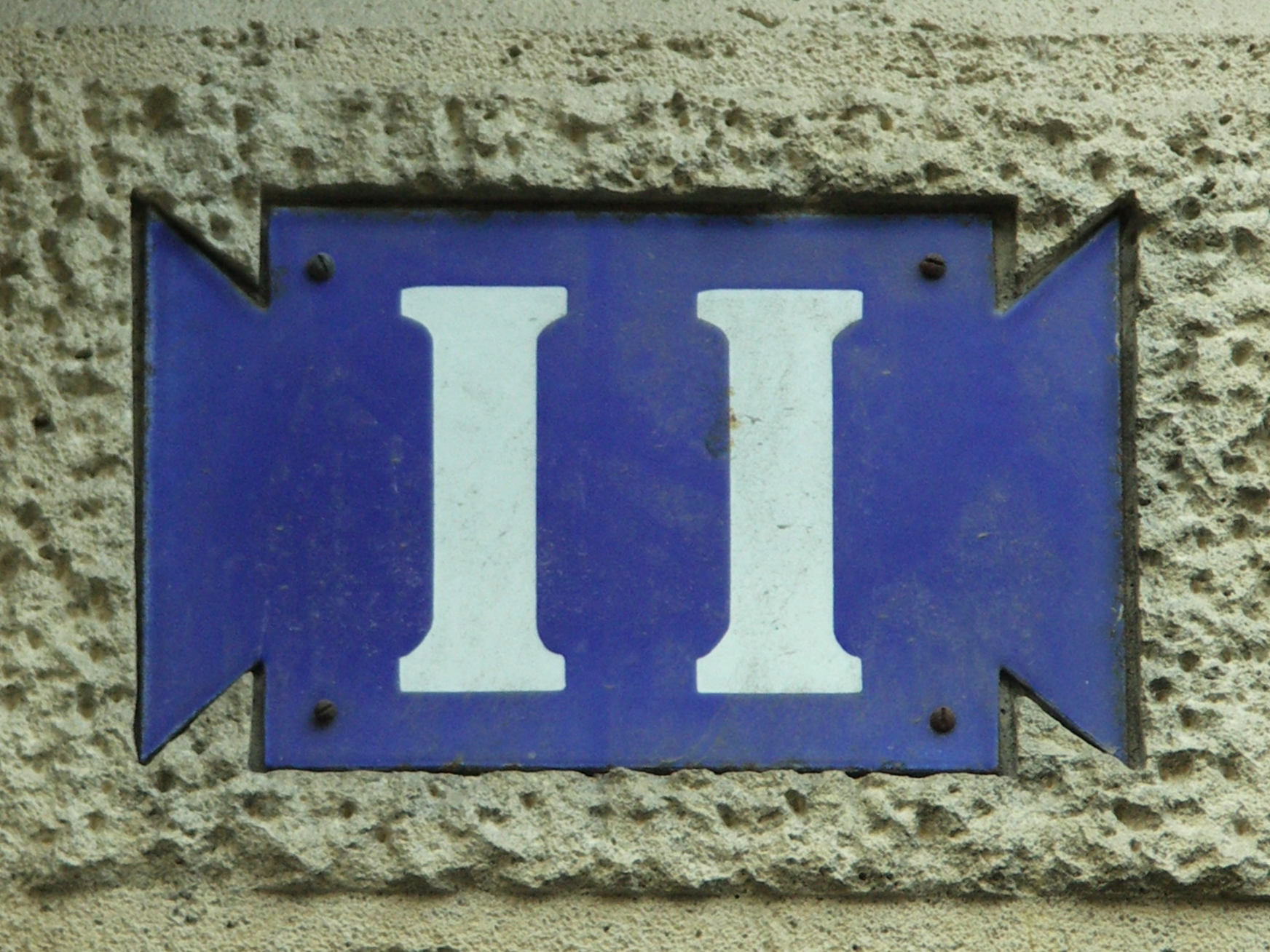
Plaque de métal émaillé de 1911.
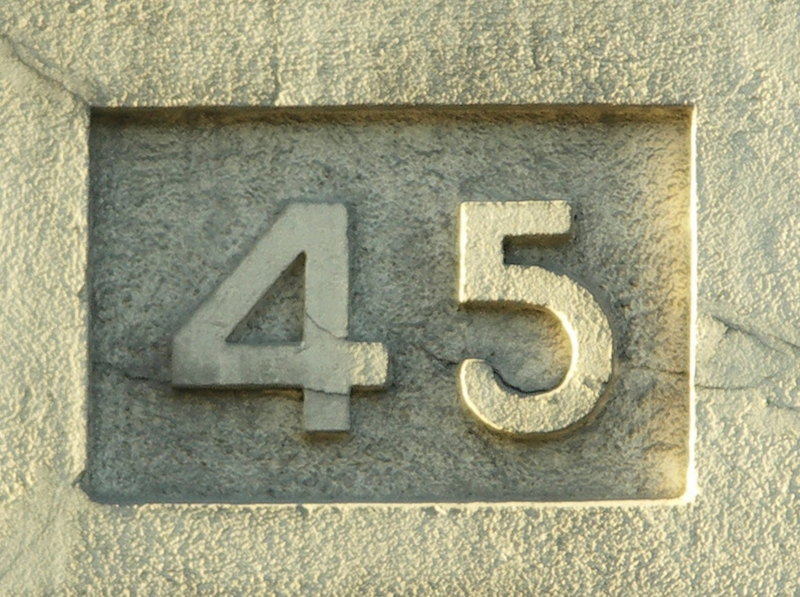
Numéro sculpté de 1928.
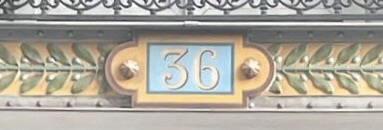
No 36, rue Saint-Sulpice. Numéro spécifique pour les maisons closes.